# Giovanni Costanzio Caracciolo
Giovanni Costanzio Caracciolo (né le 19 décembre 1715 à Naples, Italie, alors dans le royaume de Naples et mort le 22 décembre 1780 à Rome) est un cardinal italien du XVIIIe siècle.
D'autres cardinaux de la famille sont Marino Ascanio Caracciolo (1535), Innico Caracciolo, seniore (1666), Innico Caracciolo, iuniore (1715),  Niccolò Caracciolo (1715), Diego Innico Caracciolo (1800) et Filippo Giudice Caracciolo, Orat. (1833).

## Biographie
Il est le fils de Carmine Nicolao Caracciolo, vice-roi du Pérou.
Caraccioli est notamment secrétaire de la "Congrégation de la fabrique de Saint-Pierre", clerc de la Chambre apostolique, président delle Acque et delle Ripe, vicaire de S. Lorenzo in Damaso, commissaire de la mer, gouverneur du château Saint-Ange et auditeur général de la Chambre apostolique. 
Le pape Clément XIII le crée cardinal lors du consistoire du 24 septembre 1759. Le cardinal Caraccioli participe au conclave de 1769, lors duquel  Clément XIV est élu pape, et au conclave de 1774-1775 (élection de Pie VI).